# Hahnia schubotzi
Hahnia schubotzi là một loài nhện trong họ Hahniidae.
Loài này thuộc chi Hahnia. Hahnia schubotzi được Embrik Strand miêu tả năm 1913.